# Olovlig energiavledning

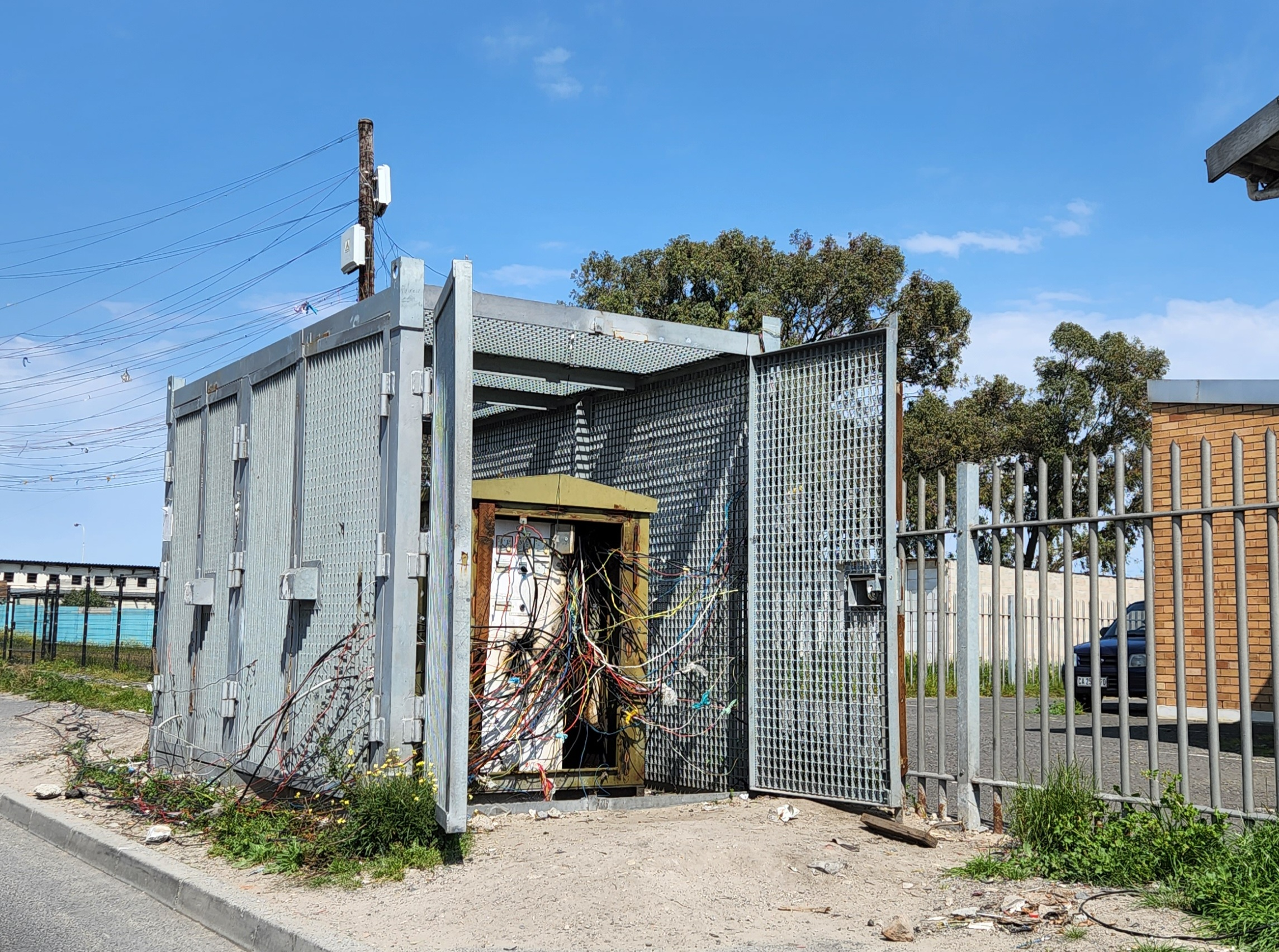
Exempel på att olovliga inkopplingar i en transformatorstation i Sydafrika.

Olovlig energiavledning är i Sverige ett brott enligt 8 kap. 10 § brottsbalken. Den som olovligen avleder elektrisk kraft, värmeenergi ur ett rörledningssystem för uppvärmning eller värmeenergi till ett rörledningssystem för kylning döms för olovlig energiavledning. Påföljden är böter eller fängelse i högst ett år. Är brottet grovt döms till fängelse i lägst sex månader och högst fyra år.
Stöld av elenergi kan uppnås på flera sätt, exempelvis genom att koppla förbi en elenergimätare. Detta orsakar dels en ekonomisk förlust för elbolagen, och är på så sätt en form av stöld, men innebär också ett obehörigt och potentiellt osäkert ingrepp i en elanläggning som kan innebära risker för brand och personskador.
Brottet är sällsynt i Sverige och Europa, men några enstaka fall är dokumenterade. I vissa områden såsom Indien och Pakistan är stöld av elenergi mycket vanlig och orsakar både stora finansiella skador för elbolag och många olyckor.

## Historia
1902 infördes bestämmelser i 20 kap. 3 § 6 strafflagen om att bortledande av elektrisk ström från en elektrisk anläggning skulle anses som tjuvnad, om gärningsmannen handlade i uppsåt att tillägna sig eller annan strömmen, i annat fall som skadegörelse ((19 kap. 20 §). Denna bestämmelse tillämpades i rättsfallet NJA 1935 s. 201. År 1942 slogs bestämmelserna om olovligt avledande av elektrisk kraft samman till en gemensam bestämmelse om olovlig kraftavledning. I den nya brottsbalken, som trädde i kraft den 1 januari 1965, infördes motsvarande bestämmelser i 8 kap. 10 §.
En ny straffbestämmelse infördes 2008 om den som olovligen leder värmeenergi ur ett rörledningssystem för uppvärmning, t.ex. rörledningar för fjärrvärme, eller till ett rörledningssystem för kylning, t.ex. rörledningar för fjärrkyla. Brottet innebär att någon tillgodogör sig värme respektive kyla utan att betala till fjärrvärmeföretaget respektive fjärrkyleföretaget.
Den 1 juli 2017 slogs straffbestämmelserna om olovlig kraftavledning och olovlig avledning av värmeenergi (8 kap. 10 a § brottsbalken) samman till brottet olovlig energiavledning.

## Rättsfall
I rättsfallet NJA 1984 s. 512 dömdes en elabonnent, som hade gjort ingrepp i två elmätare och därmed åstadkommit att mätarna registrerat en lägre strömförbrukning än den verkliga, för olovlig kraftavledning inte för stöld eller bedrägeri, vilket hade kunnat komma ifråga.
I NJA 2013 s. 467 berördes frågan om preskription av olovlig kraftavledning.